# Diaphanogryllacris propria
Diaphanogryllacris propria är en insektsart som beskrevs av Andrej Vasiljevitj Gorochov och Woznessenskij 1999. Diaphanogryllacris propria ingår i släktet Diaphanogryllacris och familjen Gryllacrididae. Inga underarter finns listade i Catalogue of Life.